# Omowunmi Sadik
Omowunmi "Wunmi" A. Sadik (sinh ngày 19 tháng 6 năm 1964) là một giáo sư, nhà hóa học và nhà phát minh người Nigeria làm việc tại Đại học Binghamton. Cô đã phát triển bộ cảm biến sinh học vi điện tử để phát hiện thuốc và chất nổ và đang nghiên cứu phát triển công nghệ tái chế các ion kim loại từ chất thải, để sử dụng trong các ứng dụng môi trường và công nghiệp. Năm 2012, Sadik đồng sáng lập Tổ chức Công nghệ nano bền vững phi lợi nhuận.

## Giáo dục và cuộc sống ban đầu
Sadik sinh năm 1964 tại Lagos, Nigeria. Gia đình cô bao gồm một số nhà khoa học, những người ủng hộ sở thích của cô trong vật lý, hóa học và sinh học. Cô đã nhận bằng cử nhân hóa học tại Đại học Lagos năm 1985 và tiếp tục nhận bằng thạc sĩ hóa học năm 1987. Sadik sau đó theo học Đại học Wollongong ở Úc. Năm 1994, cô nhận bằng tiến sĩ. bằng hóa học từ Wollongong.

## Nghề nghiệp
Một nghiên cứu sinh sau tiến sĩ của Hội đồng nghiên cứu quốc gia đã hỗ trợ cô làm nhà nghiên cứu tại Cơ quan bảo vệ môi trường Hoa Kỳ từ năm 1994 đến 1996. Sau đó, cô chấp nhận vị trí trợ lý giáo sư hóa học tại Đại học Binghamton ở Binghamton, New York. Cô được thăng giáo sư vào năm 2002, và giáo sư đầy đủ vào năm 2005. Vào thời điểm đó, cô cũng trở thành giám đốc của Trung tâm cảm biến và hệ thống môi trường tiên tiến (CASE) tại Binghamton. Cô đã đến thăm các giảng viên tại Phòng thí nghiệm nghiên cứu hải quân, Đại học Cornell và Đại học Harvard.
Sadik nghiên cứu hóa học bề mặt, đặc biệt nhấn mạnh vào sự phát triển của cảm biến sinh học để sử dụng trong hóa học môi trường. Cô đã phát hiện ra rằng các chất dẫn polymer đặc biệt hứa hẹn sẽ được sử dụng trong các ứng dụng cảm biến. Cô đã phát triển các cảm biến sinh học vi điện tử nhạy cảm với dấu vết của vật liệu hữu cơ, công nghệ  có thể được sử dụng để phát hiện ma túy và bom. Cô cũng đang nghiên cứu cơ chế khử độc các chất thải như các hợp chất clo hữu cơ trong môi trường, với mục đích phát triển các công nghệ tái chế các ion kim loại từ chất thải công nghiệp và môi trường. Trong một dự án, các enzym của vi sinh vật đã làm tăng sự chuyển đổi của crom có độc tính cao (VI) thành crom không độc (III) từ 40% đến 98%. Sadik được ghi nhận với hơn 135 tài liệu nghiên cứu và ứng dụng bằng sáng chế. Cô giữ bằng sáng chế Hoa Kỳ về các loại cảm biến sinh học cụ thể. Năm 2011, cô là chủ tịch của Hội nghị Gordon khai mạc về Công nghệ nano Môi trường. Năm 2012, Sadik và Barbara Karn đồng sáng lập Tổ chức Công nghệ nano bền vững, một xã hội chuyên nghiệp quốc tế phi lợi nhuận để sử dụng có trách nhiệm công nghệ nano trên toàn thế giới.
Sadik là một thành viên được bầu của Hiệp hội Hóa học Hoàng gia (2010) và của Viện Kỹ thuật Y học và Sinh học Hoa Kỳ (bầu 2012). Cô cũng là thành viên của Hiệp hội Hóa học Hoa Kỳ. Cô có liên quan với Cơ quan Bảo vệ Môi trường và Quỹ Khoa học Quốc gia, và là thành viên của Hội đồng Nghiên cứu Y tế Quốc gia về Phát triển Hệ thống và Thiết bị. Cô có liên quan đến sự hợp tác quốc tế với Trung tâm Sinh học Quốc tế của UNESCO tại Bucharest, România, Đại học Ege ở Thổ Nhĩ Kỳ và Đại học Fukui ở Nhật Bản.

## Giải thưởng
- 2000, học bổng nghiên cứu quốc gia của Hội đồng nghiên cứu quốc gia (NRC) [11]
- 2001, Giải thưởng của Thủ tướng về Nghiên cứu Khoa học và Y học, SUNY [7]
- 2002, Giải thưởng của Thủ tướng cho các nhà phát minh hàng đầu, SUNY [7]
- 2003 năm2004, học bổng Radcliffe xuất sắc từ Đại học Harvard [12]
- 2005 Led2006, Học bổng cao cấp của NSF Discovery Corps [13]
- 2016, Giải thưởng Huân chương Quốc gia Nigeria (NNOM) [14][15]
- 2017, Nghiên cứu sinh Khoa học [16]
- Giải thưởng Úc [1]